# Kampfgeschwader 53
La Kampfgeschwader 53 Legion Condor (KG 53) (53e escadre de bombardiers) est une unité de bombardiers de la Luftwaffe pendant la Seconde Guerre mondiale. 

## Opérations
La KG 53 opère sur des bombardiers Heinkel He 111 durant tout le conflit. Seul le 15.(kroat.)/KG 53 a volé sur un autre type de bombardiers : le Dornier Do 17. 
Elle est engagée dans les engagements suivants :
- Campagne de Pologne
- Bataille des Pays-Bas
- Bataille de Belgique
- Bataille de France
- Bataille d'Angleterre
- Front de l'Est
- Front de l'Ouest

## Organisation

### Stab. Gruppe
Formé le 1er mai 1939 à Ansbach à partir du Stab/Kampfgeschwader 355.

Un Stabs-staffel a existé de mai 1939 à avril 1942.

Il est dissous le 15 mars 1945.

Geschwaderkommodore (Commandant de l'escadron) :
| Début             | Fin             | Grade          | Nom                |
| ----------------- | --------------- | -------------- | ------------------ |
| 1er mai 1939      | 31 juillet 1939 | Oberst         | Philipp Zoch       |
| 1er août 1939     | Décembre 1940   | Oberst         | Erich Stahl        |
| 15 décembre 1940  | 31 octobre 1942 | Oberst         | Paul Weitkus       |
| 1er novembre 1942 | 31 mars 1943    | Oberst         | Karl-Eduard Wilke  |
| 14 avril 1943     | Avril 1945      | Oberstleutnant | Fritz O. Pockrandt |

### I. Gruppe
Formé le 1er mai 1939 à Ansbach à partir du I./KG 355 avec :
- Stab I./KG 53 à partir du Stab I./KG 355
- 1./KG 53 à partir du 1./KG 355
- 2./KG 53 à partir du 2./KG 355
- 3./KG 53 à partir du 3./KG 355

En février 1940, le 2./KG 53 devient 8./KG 28 et est reformé. Le I./KG 53 est dissous le 9 septembre 1944.
Reformé le 9 septembre 1944 à Varrelbusch à partir du III./KG 3 pour le lancement aérien de bombes V1 avec :
- Stab I./KG 53 à partir du Stab III./KG 3
- 1./KG 53 à partir du 7./KG 3
- 2./KG 53 à partir du 8./KG 3
- 3./KG 53 à partir du 9./KG 3

Le I.KG 53 est dissous le 15 mars 1945.
Gruppenkommandeure (Commandant de groupe) :
| Début           | Fin            | Grade        | Nom                |
| --------------- | -------------- | ------------ | ------------------ |
| 1er mai 1939    | 10 mai 1940    | Oberleutnant | Karl Mehnert       |
| 16 mai 1940     | Décembre 1941  | Oberleutnant | Erich Kaufmann     |
| Décembre 1941   | 30 mars 1942   | Major        | Joachim Wienholtz  |
| 11 avril 1942   | 13 avril 1943  | Major        | Fritz O. Pockrandt |
| 17 avril 1943   | Septembre 1944 | Major        | Karl Rauer         |
| 15 octobre 1944 | Mars 1945      | Major        | Martin Vetter      |

### II. Gruppe
Formé le 1er mai 1939 à Schwäbisch Hall à partir du II./KG 355 avec : 
- Stab II./KG 53 à partir du Stab II./KG 355
- 4./KG 53 à partir du 4./KG 355
- 5./KG 53 à partir du 5./KG 355
- 6./KG 53 à partir du 6./KG 355

À partir d'octobre 1944, il commence le lancement aérien de bombes V1.
Le II./KG 53 est dissous le 15 mars 1945.
Gruppenkommandeure :
| Début             | Fin           | Grade        | Nom                 |
| ----------------- | ------------- | ------------ | ------------------- |
| 1er mai 1939      | Juillet 1940  | Oberleutnant | Kohlbach            |
| 23 juillet 1940   | 18 août 1940  | Major        | Reinhold Tamm       |
| 18 septembre 1940 | Juillet 1941  | Major        | Hans Steinweg       |
| 25 juillet 1941   | Mai 1942      | Oberleutnant | Hans Bader          |
| Mai 1942          | 14 avril 1943 | Oberleutnant | Schulz-Müllensiefen |
| 25 mai 1943       | Mars 1945     | Major        | Herbert Wittmann    |

### III. Gruppe
Formé le 1er mai 1939 à Giebelstadt  à partir du III./KG 355 avec :
- Stab III./KG 53 à partir du Stab III./KG 355
- 7./KG 53 à partir du 7./KG 355
- 8./KG 53 à partir du 8./KG 355
- 9./KG 53 à partir du 9./KG 355

En juillet 1944, le 8./KG 53 devient 11./KG 53 et est reformé. 
À partir d'octobre 1944, il commence le lancement aérien de bombes V1.

Le III./KG 53 est dissous le 21 mars 1945. 

Gruppenkommandeure :
| Début           | Fin               | Grade | Nom                       |
| --------------- | ----------------- | ----- | ------------------------- |
| 1er mai 1939    | Mars 1940         | Major | Friedrich Edler von Braun |
| Mars 1940       | Février 1941      | Major | Willi Rohrbacher          |
| Février 1941    | Avril 1942        | Major | Richard Fabian            |
| Avril 1942      | 5 août 1942       | Major | Walter Brautkuhl          |
| 17 août 1942    | 13 septembre 1942 | Major | Hans Waldforst            |
| 21 octobre 1942 | 27 mai 1943       | Major | Hubert Mönch              |
| 24 juin 1943    | 18 mars 1945      | Major | Emil Allmendinger         |

### IV. Gruppe
Formé en juin 1940 à Giebelstadt comme Staffel/KG 53. Il est dissous en septembre 1940 et absorbé par le III./KG 53.

Il est reformé le 23 mars 1941 alors devenu Gruppe avec :
- Stab IV./KG 53 nouvellement créé
- 10./KG 53 nouvellement créé
- 11./KG 53 nouvellement créé
- 12./KG 53 nouvellement créé

Le 13./KG 53 est formé en septembre 1942 à Orléans-Bricy.
Le IV./KG 53 est dissous le 20 août 1944.
Gruppenkommandeure :
| Début           | Fin             | Grade | Nom               |
| --------------- | --------------- | ----- | ----------------- |
| ?               | ?               | ?     | ?                 |
| 21 mars 1941    | 3 décembre 1941 | Major | Joachim Wienholtz |
| 4 décembre 1941 | 11 avril 1943   | Major | Karl-Andreas Zahn |
| 12 avril 1943   | 20 août 1944    | Major | Ludwig Grözinger  |

### 15.(kroat.)/KG 53
Formé en juillet 1942 à Agram à partir du 10.(kroat.)/KG 3. Il est dissous en juin 1944.
Staffelkapitän :
| Début         | Fin       | Grade | Nom             |
| ------------- | --------- | ----- | --------------- |
| Décembre 1942 | Juin 1944 | Major | Gerhard Joachim |